# Degustace vína

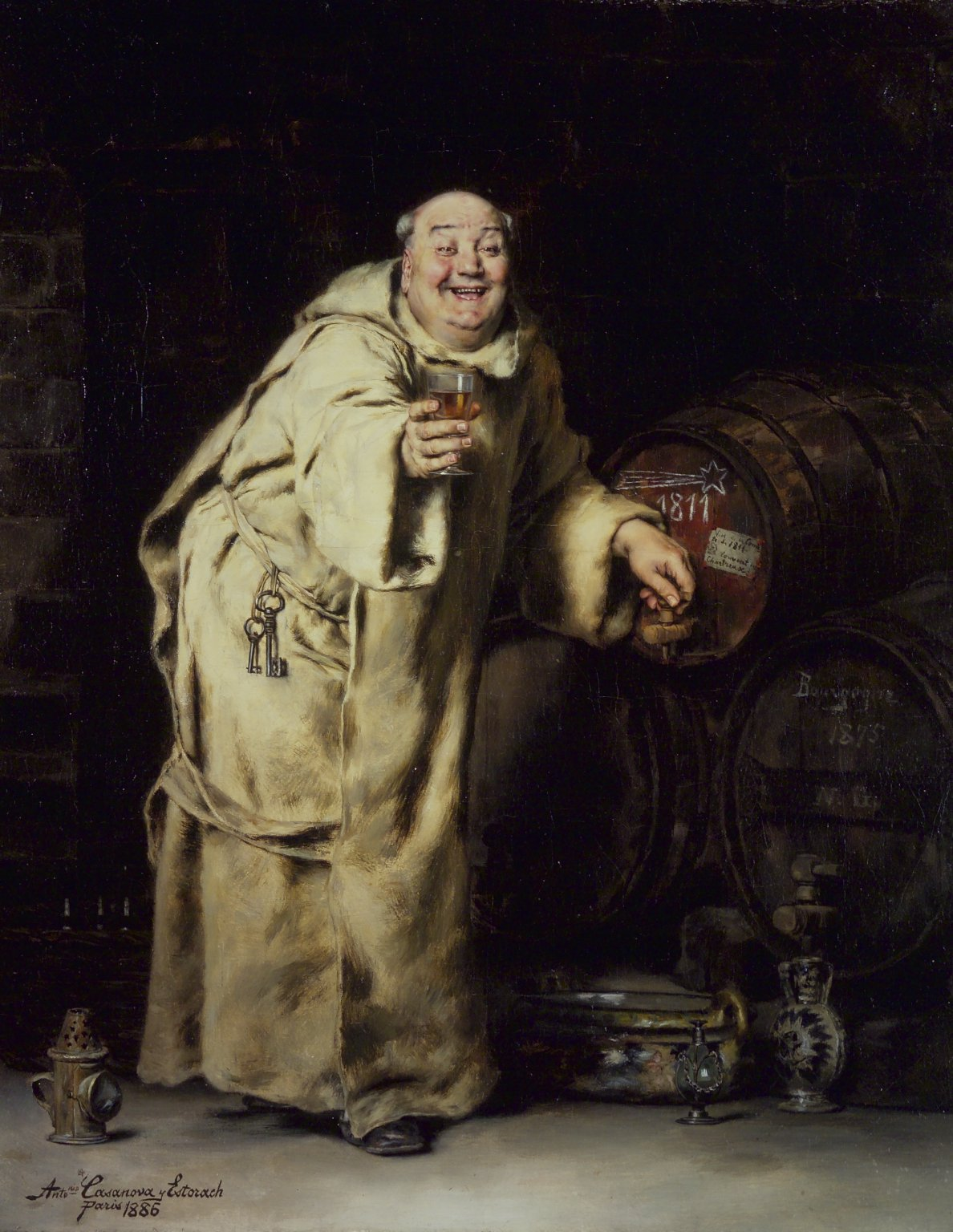
Degustující mnich (Antonio Casanova y Estorach, kolem roku 1886)

Degustace vína je senzorické zkoumání a hodnocení vína. Sama praxe degustace vína je stejně stará jako jeho výroba, formalizovanější metodika se pomalu prosazovala od 14. století. Moderní profesionální degustátoři vína (jako sommeliéři nebo nákupčí pro maloobchod) používají neustále se vyvíjející specializovanou terminologii, která se používá k popisu rozsahu vnímaných chutí, vůní a obecných vlastností vína. Neformálnější, rekreační degustace může používat podobnou terminologii, i když obvykle jde o mnohem méně analytický proces pro osobní zhodnocení kvality vín.
Výsledky vědecké slepé degustace vína naznačují nízkou spolehlivost degustace vín jak u odborníků, tak u spotřebitelů.
Existují čtyři základní fází degustace vína. Postupně se zkoumá:
- vzhled vína, včetně toho, jak stéká po skle při jemném zakroužení sklenkou
- aroma (vůně) vína ve sklence
- chuť vína v ústech; ochutnává se malým doušem, zkoumá se chuť na jazyku i na patře
- závěr, dochuť vína po jeho vyplivnutí či spolknutí[3]

Tyto vlastnosti pak degustátor spojuje v popis, který zahrnuje charakter vína, jeho potenciál (vhodnost k pití a archivaci) a případné závady. Celkové hodnocení kvality vína na základě profesionální degustace následuje po dalším pečlivém popisu a srovnání s uznávanými standardy, a to jak s ohledem na jiná vína v dané cenové relaci, tak podle známých faktorů vztahujících se k oblasti nebo ročníku; zda je typický pro daný region nebo se liší stylem; jaká byla použita technika výroby vína; a vůbec jakékoli pozoruhodné nebo neobvyklé vlastnosti.
Hodnocení kvality vína je přesnější, když se zkoumá souběžně několik podobných vín. Vína mohou být záměrně vybrána ze stejného ročníku a různých producentů (horizontální degustace) nebo mohou naopak pocházet z jednoho vinařství a různých ročníků (vertikální degustace), aby bylo možné lépe posoudit vinici a ročníky. Aby hodnotili objektivněji, mohou profesionálové použít „slepou“ degustaci, kdy neznají původ jednotlivých vzorků, čímž se vyloučí vliv pověsti ročníku nebo vinařství.